# Luvula gigartonoides
Luvula gigartonoides är en kräftdjursart som beskrevs av Kontrovitz 1976. Luvula gigartonoides ingår i släktet Luvula och familjen Paradoxostomatidae. Inga underarter finns listade i Catalogue of Life.